# Basford United F.C.
Câu lạc bộ bóng đá Basford United là một câu lạc bộ bóng đá có trụ sở tại Basford, ngoại ô Nottingham, Anh. Đội hiện là thành viên của Northern Premier League Premier Division và thi đấu tại Greenwich Avenue.

## Lịch sử
Basford United được thành lập vào năm 1900 tại Old Pear Tree Inn. Ban đầu họ chơi trong Notts Combination, giành cúp liên đoàn vào mùa giải 1903-04, trước khi chuyển sang Notts Alliance vào năm 1904. Đội vô địch giải đấu trong mùa giải đầu tiên, và một lần nữa vào các mùa giải 1906-07 và 1919-20. Câu lạc bộ sau đó bị xuống hạng ở Division Two, giải đấu mà đội vô địch vào mùa giải 1929-30.
Trong Thế chiến II, câu lạc bộ đã chơi tại Notts Amateur Alliance, trở lại the Notts Alliance sau chiến tranh. Mùa giải 1946-47 chứng kiến đội giành được Notts Senior Cup. Đội bị xuống hạng đến Division Two vào mùa giải 1970-71, mặc dù đã sớm quay trở lại Senior Division. Sau khi xếp cuối bảng vào năm 1981-82, đội lại xuống hạng. Mùa giải 1984-85 kết thúc với tư cách á quân ở Division One, được thăng hạng trở lại Senior Division. Năm 1987-88, đội lại giành được Notts Senior Cup, đánh bại Hucknall Town trong trận chung kết.
Sau khi kết thúc ở vị trí thứ hai từ dưới lên trong mùa giải 1991-92, Basford lại bị xuống hạng ở Division One. Tuy nhiên, kết thúc ở vị trí thứ hai vào mùa giải 1993-94 đã giúp họ thăng hạng một lần nữa. Đội lại xuống hạng vào các năm 1995-96, và mặc dù vô địch Division One vào mùa giải 1997-98, đội đã phải xuống hạng trở lại giải đấu sau khi xếp cuối Hạng cao cấp vào mùa giải tiếp theo. Đội đã rút khỏi giải đấu (bây giờ được thay thế bằng Notts Senior League) trong mùa giải 2005-06. Tuy nhiên, đội đã trở lại Senior Division vào mùa giải sau đó. Sau khi kết thúc với vị trí á quân trong các mùa giải 2009-10 và 2010-11, Basford chuyển sang thi đấu ở South Division của Central Midlands League.
Basford đã giành được chức vô địch ở lần đầu tiên (và Floodlit Trophy), giành quyền thăng hạng lên East Midlands Counties League. Sau chức vô địch thứ hai liên tiếp vào mùa giải 2012-13 (cũng trở thành câu lạc bộ đầu tiên vô địch cả giải vô địch quốc gia và cúp liên đoàn), họ đã được thăng hạng lên Premier Division của Northern Counties East League. Đội đứng thứ 5 trong mùa giải 2013-14, và được chuyển đến Premier Division của Midland League mới cho mùa giải 2014-15. Đội tiếp tục giành được chức vô địch đầu tiên, giành quyền thăng hạng lên Division One South của Northern Premier League, cũng như giành chức vô địch Notts Senior Cup lần thứ ba. Vị trí thứ 4 trong mùa giải 2015-16 giúp họ đủ điều kiện tham dự trận play-off thăng hạng, trong đó đội thua 5-0 trước Coalville Town ở bán kết. Mùa giải cũng chứng kiến đội bảo vệ thành công Notts Notts Senior Cup.
Mùa giải 2017-18 Basford vô địch Division One South, giành quyền thăng hạng lên Premier Division. Đội cũng đã giành được Notts Senior Cup, và bảo vệ thành công vào mùa giải sau đó.

## Sân vận động
Ngay sau khi thành lập, câu lạc bộ bắt đầu chơi tại sân Dolly Tub, sân sau này trở thành khu nhà ở Highbury. Đội chuyển đến Catchems Corner vào năm 1903, ở đó cho đến khi chuyển đến Vernon Avenue vào năm 1930. Sau đó, đội chuyển đến Mill Street, trước khi Greenwich Avenue trở thành sân nhà vào năm 1991 sau khi Mill Street được sử dụng làm nhà ở.

## Đội hình hiện tại
Tính đến 1 tháng 9 năm 2020
Ghi chú: Quốc kỳ chỉ đội tuyển quốc gia được xác định rõ trong điều lệ tư cách FIFA. Các cầu thủ có thể giữ hơn một quốc tịch ngoài FIFA.
| VT | Quốc gia | Cầu thủ           |
| -- | -------- | ----------------- |
| TM | Anh      | Jordan Pierrepont |
| TM | Anh      | Kieran Preston    |
| HV | Anh      | Owen Betts        |
| HV | Anh      | Lewis Carr        |
| HV | Anh      | James Clifton     |
| HV | Anh      | Stefan Galinski   |
| HV | Anh      | Charlie Gatter    |
| HV | Anh      | Josh Law          |
| HV | Anh      | Dominic Roma      |
| HV | Anh      | Ryan Wilson       |
| TV | Anh      | James Carvell     |

| VT | Quốc gia | Cầu thủ         |
| -- | -------- | --------------- |
| TV | Anh      | Callum Chettle  |
| TV | Anh      | Kyle Dixon      |
| TV | Anh      | Declan Dunn     |
| TV | Anh      | Alex Howes      |
| TV | Anh      | Kane Richards   |
| TV | Anh      | James Tague     |
| TV | Anh      | Matt Thornhill  |
| TĐ | Anh      | Rev James       |
| TĐ | Anh      | Marcus Marshall |
| TĐ | Anh      | Niall Towle     |

## Danh hiệu
- Northern Premier League
  - Vô địch Division One South 2017-18
- Midland League
  - Vô địch Premier Division 2014-15
- East Midlands Counties Football League
  - Vô địch 2012-13
  - Vô địch League Cup 2012-13
- Central Midlands League
  - Vô địch South Division 2011-12
  - Vô địch Floodlit Trophy 2011-12
- Notts Amateur Alliance
  - Vô địch Premier Division 2005-06
- Notts Alliance
  - Vô địch Division One 1904-05, 1906-07, 1919-20
  - Vô địch Division Two 1929-30
  - Vô địch League Cup 1914-15, 1938-39
- Notts Combination
  - Vô địch League Cup 1903-04
- Notts Senior Cup
  - Vô địch 1946-47, 1987-88, 2014-15, 2015-16, 2017-18, 2018-19
- Notts FA Intermediate Cup
  - Vô địch 2005-06

## Kỉ lục
- Thành tích tốt nhất tại Cúp FA: Vòng loại thứ ba, 2017-18[5]
- Thành tích tốt nhất tại FA Trophy: Vòng Một, 2018-19[5]
- Thành tích tốt nhất tại FA Vase: Vòng Hai, 2012-13[5]
- Kỉ lục số khán giả: 3.500 với Grantham, 1937[2]